# 光井勇人
光井 勇人（みつい はやと、1992年6月6日 - ）は、日本の元ラグビー選手。

## プロフィール
- 奈良県北葛城郡出身。
- 現役時代のポジションはスクラムハーフ(SH)。
- 身長 170cm、体重 73kg
- ニックネームはミッチー。
- 関西学生選抜に選ばれたことがある[1]。

## 略歴
7歳からラグビーを始めた。
2011年、天理高校卒業後、近畿大学に入学する。
2014年、近畿大学ラグビー部の主将に就任した。
2015年、近畿大学卒業後、NTTコミュニケーションズシャイニングアークス(現・NTTコミュニケーションズ シャイニングアークス東京ベイ浦安)に加入。同年11月14日に行われたジャパンラグビートップリーグ第1節のリコーブラックラムズ戦に先発出場で公式戦初出場を果たす。
2022年、NTTドコモレッドハリケーンズ大阪(現・レッドハリケーンズ大阪)に加入。
2024年、現役を引退した。